# Katalitička trijada
Katalitička trijada su tri aminokiselinska ostatka koji zajedno funkcionišu u centru aktivnog mesta hidrolaza i transferaza (npr. proteaze, amidaze, esteraze, acilaze, lipaze i β-laktamaze). Kiselinsko-bazno-nukleofilna trijada je čest motiv za generarisanje nucleofilnog ostatka za kovalentnu katalizu. Ostaci formiraju mrežu za prenos naboja koji se polarizuju i aktiviraju nukleofil, koji napada supstrat, formirajući kovalentni intermedijer, koji se zatim hidrolizuje čime se regeneriše slobodni enzim i oslobađa produkt. Nukleofil je najčešće aminokiselina serin ili cistein, mada ponekad može da bude i treonin. Pošto enzim poprima kompleksne trodimenzionalne strukture, ostaci katalitičke trijade modu da budu na znatnom razmaku jedan od drugog duž aminokiselinske sekvence (primarne strukture), međutim oni su blizo u finalnoj strukturi.
Kao i divergentna evolucija funkcije (pa čak i trijadnog nukleofila), katalitičke trijade su dobri primeri konvergentne evolucije. Hemijska ograničenja katalize su dovela do istih katalitičkih rešenja koja su nezavisno evoluirala u najmanje 23 zasebne superfamilije. Njihov mehanizam dejstva je konsekventno jedan od najbolje izučenih u biohemiji.

## Napomene
1. ↑  TEV protease MEROPS: clan PA, family C4